# Jeannette Mac Donald
Ne doit pas être confondu avec Jeanette MacDonald.
Jeannette Mac Donald, est une artiste de cirque française née Jeanne Corfdir le 3 mai 1918 à Montrouge (Seine) et morte  le 1er mai 1999. Enfant de la balle, elle fait toute sa carrière comme dompteuse, comme son père Louis-Marie Corfdir, et a connu à la fois la gloire et la déchéance. Elle est l'une des premières femmes dompteuses à entrer dans une cage aux fauves avec dix lions. Elle fut l'épouse de Schérif, le cadet des frères Amar.

## Biographie

### Jeunesse et début de carrière
Jeanne Louise France Corfdir naît le 3 mai 1918 à Montrouge dans le département de la Seine. Elle suit l'exemple de son père et de son grand-père, dompteurs en Écosse, et entre pour la première fois dans une cage aux fauves à l'âge de six ans ; elle y entre seule à quatorze ans.
Elle innove avec une méthode de dressage par la douceur contrairement à son père. Spécialiste des lions, elle maitrise aussi le domptage des loups, ours, hyènes et serpents.
Elle possédera plus tard une école de dressage à Neuilly-sur-Seine, la seule existant en France. En 1955 au Festival du cirque à Marseille, alors que cette maîtresse femme porte en écharpe sur ses épaules la lionne Lola, 80 kg, la bête plante ses crocs dans la main de Jeannette, sous les yeux du public massé au palais des sports. La dompteuse ne panique pas, se dégage, panse sa plaie et finit son numéro. Le lendemain, Jeannette Mac Donald est de retour sur scène. Dans le journal à sensation Radar du 15 janvier 1956, on voit la charmante dompteuse alors âgée de 37 ans, le poignet droit encore bandé, en train de faire un « vrai baiser de cinéma » à Lola. L'article est titré « Sans rancune ! ». L'audace de ses numéros avait valu à la dompteuse la célébrité. Dans sa scène favorite souvent immortalisée par les photographes, on voit Jeannette Mac Donald dans la cage en train d'embrasser des fauves sur le museau, sous les yeux du public du cirque. Dresseuse de lions et tigres, elle n'ignorait pourtant pas les dangers présentés par les fauves, « qui s'énervent facilement », comme elle le confie le vendredi 1er août 1958 dans L'Union républicaine de la Marne.

### Incendie et fin du cirque
Survenu en 1967 à Alger, un incendie accidentel du chapiteau du cirque qu'elle avait fondé marque le début de sa chute. Jeannette Mac Donald ne parvient pas à relever son entreprise. Bloquée des semaines à Tanger avec ce qui reste de son cirque, elle a du mal à payer sa traversée. Enfin rapatriée à Bordeaux, des amis du cirque se mobilisent en sa faveur. Les enfants des écoles organisent des collectes, mais cette générosité publique ne suffit pas à faire repartir le cirque.

### Zoo de fortune
Jeannette Mac Donald déménage à Pâques 1973 avec ses derniers animaux à Buzet-sur-Tarn (Haute-Garonne). Elle vit 25 ans dans des conditions misérables, sans eau ni électricité. Composée notamment de cinq lions, de singes et de 35 chiens, sa ménagerie est implantée en bordure de la forêt de Buzet. Pour alimenter le petit parc animalier, des gens lui portent des carcasses. Indignée par l'insalubrité de ce zoo de fortune, Brigitte Bardot porte plainte pour « mauvais traitement des animaux », comme le relate La Dépêche du Midi du 15 mars 1987. Pour défendre Jeannette Mac Donald contre ces accusations, les habitants du village lancent une pétition. Le médiatique avocat Gilbert Collard vient même à sa rescousse. « Surpris qu'on attaque Jeannette Mac Donald », Gilbert Edelstein, patron du cirque Pinder, donne 5 000 francs pour aider cette ancienne gloire du cirque.
Jeannette Mac Donald connait un ultime malheur, avec l'incendie de la caravane où elle vit. Cette grande figure de la piste, qui avait toujours prédit qu'elle « ne survivrait pas à la mort » de son dernier lion, après une vie au grand air, se retrouve en maison de retraite. Jeannette Mac Donald s'éteint le 1er mai 1999 à Grenade (Haute-Garonne), avec un petit lion en peluche sur le cœur.

## Ouvrages
L'histoire de Jeannette Mac Donald est racontée dans un livre de Joël Fauré paru en 2010, Comme un tableau fauve . Selon ce biographe, qui l'a connue adolescent et s'évertue à la tirer de l'oubli, Jeannette Mac Donald était « belle comme une héroïne d'Alfred Hitchcock ».
Avant de disparaître, Jeannette Mac Donald a donné à Joël Fauré une boîte en fer rouillée dite « la caisse du cirque », contenant de vieilles photos et quelques souvenirs, tout ce qui reste de cette grande dame du cirque. Joël Fauré les a à son tour confiés à Bernard Albarède, fondateur du petit musée du cirque d'Albi.
Jeanne Corfdir alias Jeannette Mac-Donald est désormais classée parmi les "Femmes d'exception en Midi-Pyrénées", titre d'un livre sorti en novembre 2012, aux éditions "Le Papillon Rouge", écrit par Philippine Arnal. Jeannette Mac-Donald y figure à côté de Bernadette Soubirous, Olympe de Gouges, Françoise Sagan.
Jeannette Mac Donald a fait l'objet d'un documentaire de 26 min réalisé par Thomas Cirotteau, et destiné à la collection dirigée par Jacques Malaterre, "Les oubliés de l'histoire".
Son nom a été donné à une rue à Toulouse pour lui rendre hommage.
Une rue de Mirepoix-sur-Tarn porte son nom depuis 2018

## Jeannette la dompteuse et Jeanette l'actrice
Jeannette Mac Donald ne doit pas être confondue avec sa contemporaine et presque homonyme, la chanteuse et actrice américaine Jeanette MacDonald (1903-1965), dont seule une lettre du prénom la distingue. Célèbre aussi dans son domaine du cirque mais assurément moins, Jeannette Mac Donald a bénéficié toute sa vie indirectement de l'aura de la star américaine, jouant de l'amalgame sans le cultiver pour autant. Jeannette, de quinze ans plus jeune et Jeanette ne se sont jamais rencontrées.
La Jeannette française a fait elle aussi deux apparitions sur grand écran. Au même journaliste du magazine inconnu, elle dit avoir tourné dans deux films, La paix dans la jungle et Jacques et Jacqueline. Son biographe conserve un bout de pellicule, « où apparaît Jeannette, toujours aussi belle ». La beauté, un trait physique que l'artiste du cirque partageait assurément avec l'héroïne américaine de Parade d'amour, son premier grand rôle en 1929, comme le note le même reporter : « Dans le tohu-bohu des cirques ambulants, je confronte une fois de plus l'image de la partenaire de Maurice Chevalier et celle de la femme aux lions. Aucun doute, les deux images se ressemblent. » Maurice Chevalier est un autre  de leurs points communs, outre de s'être vouées corps et âmes à leur art. Le chanteur a partagé l'affiche d'une comédie musicale avec Jeanette à Hollywood et a partagé à Aubervilliers avec Jeannette le plateau d'une émission de télévision, devenant le parrain d'Uhlah, une tigresse.
Outre le fait d'exercer « le métier le plus périlleux du monde » pour la Française, le journaliste déjà cité relève comme principale différence entre Jeannette et Jeanette que la première a « la voix rauque et cassée », très éloignée de celle de l'Américaine qui a fait ses débuts comme cantatrice.